# Johann van den Honert

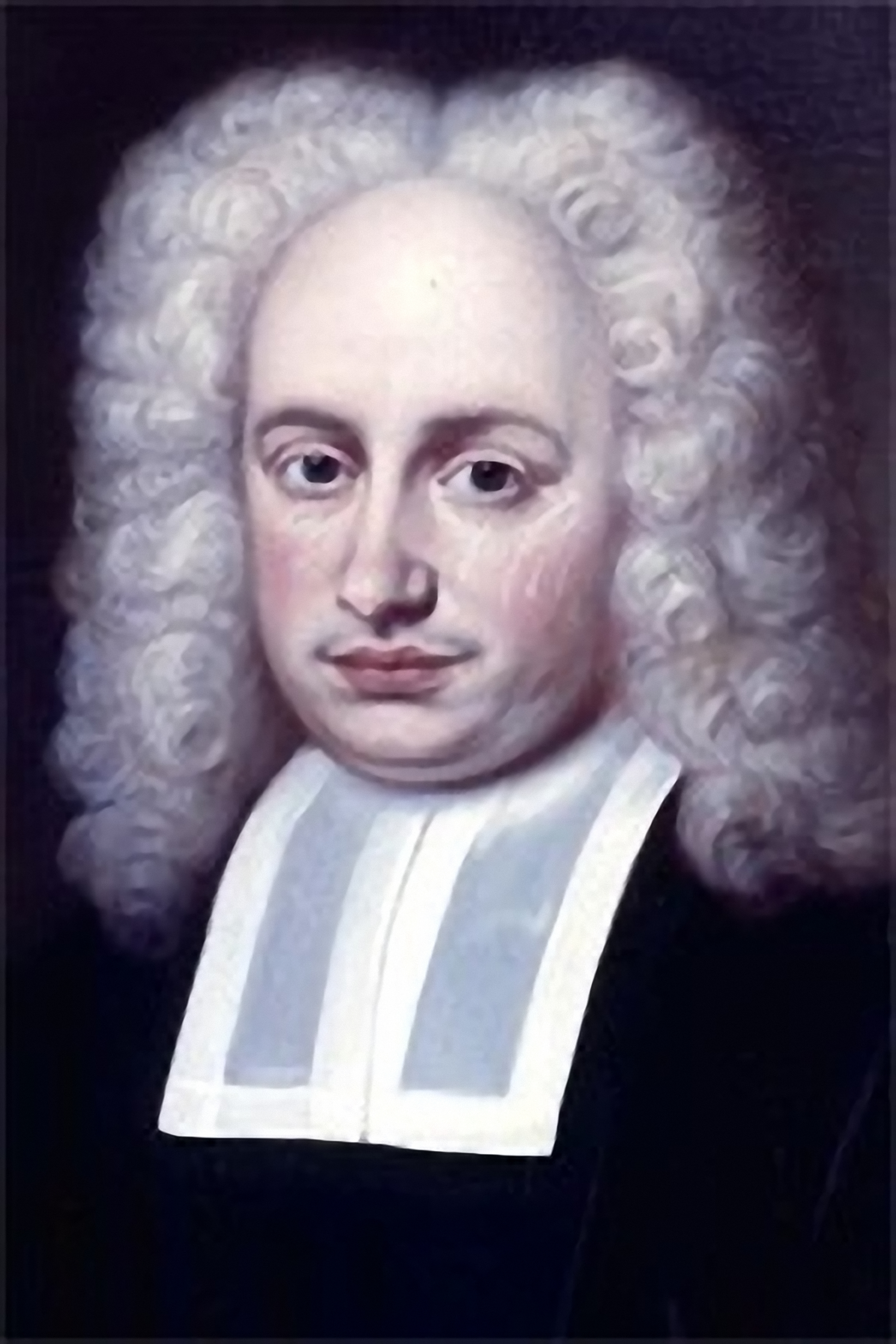
Johann van den Honert

Johann van den Honert (auch: Joan van den Honert; * 1. Dezember 1693 in Hendrik-Ido-Ambacht; † 6. April 1758 in Leiden) war ein niederländischer reformierter Theologe.

## Leben
Der Sohn des Pfarrers Taco Hajo van den Honert (Theologe) (1666–1740) und dessen Frau Jacomina van Asperen war anfänglich nicht fürs Studium bestimmt, sondern sollte sich als Kaufmann seinen Lebensunterhalt sichern. In seinem 21. Lebensjahr hatte er, als sein Vater Professor an der Universität Leiden wurde, die Lust verspürt zu studieren. So immatrikulierte er sich am 10. Juli 1715 an der Universität Leiden, um ein Studium der Theologie zu absolvieren. Seine Studienfortschritte bewirkten, dass er als Kandidat am theologischen Kollegium aufgenommen wurde und am 4. Juni 1719 eine Pfarrstelle in Katwijk aan den Rijn bekam. Am 21. Dezember 1721 wechselte er auf eine Pfarrstelle in Enkhuizen und drei Jahre später am 22. Oktober 1724 nach Haarlem. 
Bereits in seiner Zeit als Prediger war er in die dogmatischen Auseinandersetzungen seiner Zeit involviert. So hatte er sich anfänglich mit den remonstrantischen Predigern Johann Drieberge (1686–1745) und Kornelis Westerbaen (1690–1774) über die Frage der Lehre von der Gnade auseinandergesetzt, wobei er vor allem versuchte Gemeinsamkeiten der reformierten Kirche mit der lutherischen Kirche zu finden. Am 25. August 1727 wurde er zum Professor der Theologie an der Universität Utrecht berufen, hierfür wurde er am 10. Oktober 1727 zum Doktor der Theologie ernannt und er trat das Amt am 20. Oktober 1727 mit der Rede de divinis nuptiis, sive de Jesu Christi et ecclesiae matrimonio an. Aufgrund seiner dogmatischen Überzeugungen fand er in Utrecht in Jacobus Odé einen Gegner. Nachdem er 1731/32 das Rektorat der Utrechter Alma Mater übernommen hatte, erhielt er von den Kuratoren der Hochschule am 24. Dezember 1731 eine Berufung als Professor der Kirchengeschichte, welches Amt er am 31. März 1732 mit der Rede de historia ecclesiastica, theologis maxime necessaria übernahm. 
Diese Tätigkeit endete 1734, da man ihn am 12. Juli 1734 als Professor der Theologie an die Universität Leiden berief. Die Leidener Professur trat er am 15. September 1734 mit der Rede de regeneratione sive de natis ex connubio Christi cun Ecclesia liberis an. Am 8. August 1738 wurde er von den Kuratoren der Leidener Hochschule auch zum Professor der Kirchengeschichte berufen, welche Tätigkeit er am 28. Januar 1739 mit der Rede de Bohemorum et Moravorum Ecclesia antrat. Nachdem er 1744/45 auch Rektor der Leidener Hochschule gewesen war, welche Tätigkeit er mit der Rede de mutuo Christianorum tolerantia niederlegte, wurde er zudem am 15. September 1746 als Professor der theologischen Rhetorik berufen. Dieses Amt trat er am 23. November 1746 mit der Rede de Sapientia et arte Oratoris Ecclesiastici an. In seiner Leidener Zeit hatte er manche dogmatische Anfechtung zu erfahren, die bis zu seinem Ableben anhielten. 
Im August 1728 heiratete Honert in Enkhuizen Johanna van Loosen.

## Bedeutung
Honert war einer der bedeutendsten reformierten Kontroverstheologen seiner Zeit in den Niederlanden. Theologisch orientierte er sich an der emblematischen und prophetischen Theologie des Johannes Coccejus, wobei er umfangreiche Kenntnisse in den morgenländischen Sprachen, der klassischen Literatur, in der Patristik, Philosophie und Geschichte besaß. Als strenger Vertreter der Prädestinationslehre ist er dabei nicht unangefochten gewesen. 
Dennoch blieb er äußerst vehement ein Vertreter des orthodoxen Calvinismus, der auch die Ziele der Dordrechter Synode durchzusetzen suchte. Als Freund einer verständlichen Theologie war er ein vehementer Gegner des Mystizismus, welcher in den Niederlanden ab 1745 besonders aufblühte. Als Autor theologischer Werke wurden dieselben mehrfach aufgelegt. Zudem hatte er sich viele Verdienste dadurch erworben, dass er wichtige deutsche Werke in die niederländische Sprache übersetzte.

## Werke (Auswahl)
- Taco Hajo van den Honert Redenvoering over de noodsaakelykheit en het geduurig gebruyk der prophetische Godgeleertheit, vertaalt en achtervolgd med eene korte verhandelinge van Abrahams voorbeeldige offerhande door Joh. Van den Honert. Leiden 1721.
- Joh. Melchioris fundamenta theologiae didascalicae, analytico ordine disposita. Leiden 1722.
- Verzameling van de heilige Mengelstoffen, behelzende eene Verklaring van den XXIII en LXXXIV Psalm. Reneffens einige Verhandelingen van voornaame geschiedenissen en plechtigheden in de dagen der Beiofte en des ouden testaments voorgevallen. 1. Bd.: Leiden 1723, 1727, 1747, 2. Bd.: ebd. 1728, 3. Bd.: ebd. 1748.
- Diss. de garia Die non universali, sed particuli. Leiden 1723 (auch unter dem Titel: Redevooringen van Godts niet allgemeene, maas bysondere Genade. Leiden 1724).
- Antwoord aan de Heeren Joh. Drieberge en Korn. Westerbaan, Willemszoon, Leeraren onder de Remonstranten te Rotterdam en Utrecht, op hetgeene fy onlangs tegen het voorbericht en een gedeelte syner Verhandling van Gods niet allgemeene mar bysoudere genade, geschreven hebben; waarin ock van het ongelyk, dat sy de nationaale Synode van Dordrecht hebben aaugedaan, gehandelt word. Leiden 1726.
- Het heilig Hallel, of feertgesang der Israeliten begrepen in den CXIII en vyf daaran volgende Psalmen geopend en verklaart. Leiden 1727, 1747.
- Vertoog tegen her onlangs nietkommen Verlog der aanmerkingen van den Heer, J. Driebergen etc. Leiden 1727.
- Oratio de divinis nuptiis, s. de Christi et ecclesiae matrimonio. Utrecht 1727.
- Anmerkingen over den Brief van den Heere Driebergen etc. Amsterdam 1728.
- Twee kerkelyke redenvoeringen etc. Harlem 1728.
- Disp. theol. De natura theologiae rypicae, ejusdemque explicandae regulis. Resp. Joh. Guil. Karls. Utrecht 1728.
- Institutiones Theologiae typicae, emblematicae et propheticae: accedit ejus oratio de divinis nuptiis. Leiden 1730, 1738, ins Niederländische übersetzt 1742.
- Epistola I, II ad Jac. Ode, de ejus nuperrime edita differtationecula de obedientia Christi active. Leiden 1732.
- Oratio de historia ecclesiastica theologis maxime necessaria. Leiden 1732.
- Diap. De septem spiritibus apocalypticis. Resp. Henr. Stochius. Leiden 1733.
- Disp. De die dominica. Resp. Wilh. Bachine. Leiden 1733.
- Disp. de Joanne in insula Pathmo, Resp. Franc. Pereboom. Leiden 1734.
- Oratio inaug. De regneratione. Leiden 1734.
- Leeredenen uirgesproken door Franc Fübritius em J. v. d. Hopers, wanneer de eerste den tweeden tot synen opvolger in den dienst des evangeliums aldaar inweidde. Waar achter gevoegt is de academische redevoering over de wedergeboortevertaalt door Henr. Stochius. Leiden 1734 u. öfter.
- De voornamste heilige eu schrifftuurlyke Sinnebeelden, uit verscheidene oudheden opgeheldert, door wylen Arnoldus Ruiquig, Predicant te Groede inher Land van Kadzant. Met aantekeningen uit, de Godgeleertheit, Talen, gechiedenissen oudheden voorsien door J. v. d. Honert. 1. Bd.: Leiden 1735, 2. Bd.: ebd. 1745.
- Institutiones theologiae didacto-elenchticae in usum auditorii domestici consetiprae. Acced. orat. De tegeneratione et historia ecclesiastica. Leiden 1735.
- Disp. de analysi septem epistolarum apocalypticarum, Resp. Ever. Haverkamp. Leiden 1736.
- Diss. apocalypticae,  exercitiis aeademicis venrilatae et eonscribendo in ipsam Johannis theologi apocalypsin commentatio praemssae. Leiden 1736.
- Steph. Viti apologia. (Übersetzt mit einer Vorrede wieder Hochstetten, welcher von der allgemeinen Gnade wieder den umfriedigen geschrieben hatte.) Amsterdam 1727.
- Aanmerkingen over den Breef, deen de Heer Jan. Mülder, Leeraar der luthersche gemeenre te Kampen, aan hem tar verdediginge van den Heer Joh. Fried. Hochstetter, geschreven heeft; beyde standen im Boeksaal. 1730 (erhielt auch einen gesonderten Abdruck).
- Scharboek der verklaaringen over den nederduitschen Catechismus, uit de I. effen van Dr. Zacharias Ursinus opgemakt van Dr. David Pareus. Vetaalt door Dr Festus Hommius etc. en van niews verrykr met een Vorreden van J. v. d. H. Groningen, 1736, 2 Teile.
- Aanmerkingen over den Brief, die de Heer J. Mülder etc. vermeerdert met veele nieuwe aanmerkingen, en achtervoolgt mtt een naschrifft, waar in het Ondersoek, dar de Heer J. Mülder tegen den eersten Druk deser aanmerkingen geschreven heeft, beantwoordt word. Amsterdam, 1736.
- De heilsame Genade Gods, uit de h. Schrifft voorgestellt, met verwerpinge van de so genamde allgemeene genade door den Heer Joach. Lange – voorgetragen, uitgrgeven door Joh. Jac. Waldschmids – uit’ hoogduitsch vertaalt door Isaac le Long, en met eene vorreden verrykt door J. v. d. H. Amsterdam 1737.
- Verhandeling van de transsubstanuatiatie roomsche Kerke. Leiden 1738.
- Verhandeling van Joh. la Placett, over de ongeneeslyke allgemeene twyffelinge der roomsche Kerke. Uit het Latyn vertaalt door eenen Liefhebber der Waarheid verliert met een Voorreden van J. v. d. H. Leiden 1758.
- Verhandeling van Joh. la Placett, over het gesag der Sinnen, tegens de transsubstantiatie, in het fransch beschreven door Jan la Placette. Voorsien met een Vorreden J. v. d. H. Leiden 1738.
- Oratio de vita et obitu Franc. Fabricii. Leiden 1738 (auch ins Niederländische übersetzt).
- Orat. inaug de Bohemorum et Moravorum ecclesia. Accedit diss. hist. theol. qua veterum Waldensium, Bohemorum et Moravorum, de re fidei, sententia, non errarratur modo, verum etiam, cum corunt qui hodie, tum in Germania, tum in Belgio, tum denique in omnibus ferme reipubucae nostrae coloniis, splendidissimum Bohemicae Moravicaeque ecclesiae nomen prae se serunt, opinionibus confertur. Leiden 1739 (auch ins Niederländische übersetzt).
- Wegwyser naar Gods Heiligdom, om te geraaken tot de kenniss van de veelvuldge wysheit Gods, vervat in de Profeten, etc. uit de onderwysingen in de profetische Godtgeleertheit des hoogherw. Heeren J. v. d. H. – met desselss voorweten en toestemminge opgestelt – door Pet. Godefr. Josselin, met eene daarby gevoegde aanspraak van J. v. d. H. aan de Gemeente te Leiden. Leiden 1739.
- Antwoordt dienende om desselfs verhandelinge van de Transsubstantiatie der roomsche Kerk te verdedigen tegen een onlangs uitgekomen Boek, genaamt: de vaste Gronden van her catholyk geloof, wegens het heilig Sacrament des Autaars, beweert uoor L. Zeelander. Leiden 1739, 1. Teil, ebd. 1740, 2. Teil.
- Verklaaringe van de geheele heilige Schrifft, in het engelsch beschreven door de Heeren Patrik, Polus, Wells, en andore voornaame Engalsche Godgeleerden.  Met een Vorreden van J. v. d. H. Amsterdam 1740–1753, 15 Bde.
- Het kort Begrip der chrysteryke Religie, voor die sig. willen begeven tot des Heeren heilig Avondmael etc. Leiden, 1741, 1747.
- Brief aaa den Heer Johanncs Stinstra, Leeraar der Doepsgesinden te Harlingen, wegen desselfs onlangs uitgegevene Predikatien, ever de Natuur en Gesteltheit van Christus Koningryk, Onderdaanen, kerken Godsdienst; en wel voornaamelyk wegens het Byvoegsel van Aantekeringen, door denselven naderhand aan het Licht gegeven. Leiden 1741.
- Waaragtige wegen, die God met den Mensch houdt, uit een vast Grondbeginsel, volgens ingeschapene en geschrevene openbaringe Gods, afgeleit en zamengeschakelt door wylen Tako Hajo van den Honert – vermeerdert met eene beschryvinge van het Leven des Shryvers, door desselfs Soon en Amptgenoot J. v. d. H. Leiden 1742 2 Bde.
- De Natuur en Gestelheit van Christus Koningryk, Onderdaanen, kerken Godsdienst, in vyf Predikatien. Leiden 1742.
- Tac. Hajo van den Honert Rhetorica ecclesiastica in usum auditorii domestici conscripta, nunc autem publici juris facta ab ejus filio atque collega J. v. d. H. Leiden 1742.
- De heilige Outheitskenner etc. door C. Mel, en met een Vorrede van J. v. d. H. Leiden 1743.
- Aanmerkingen op het boek dat tegen hem geschreven is onder den tytel van vervolg der vaste gronden van het Catholyk gelove wegens het Heylige sacrament des Autaars door L Zeelander. Amsterdam 1744.
- Des Heeren wijnstok in Nederlandt, met deszelfs voorledene, tegenwoordige en toekomstige lotgevallen, beschouwt en beredeneert in eene kerkelijke Redevoering over Psalm LXXXV vs. 15 tot 20, op den Algemeenen Dank-, Vast- en Bedendag, den 13 Maart 1748. Leiden 1748.
- Derde Verzameling van Heylige Mengelstoffen. Leiden 1747.
- Vervolg der Aanmerkingen op het tweede deel van het Boek dat tegen hem geschreven is, onder den tytel van Vervolg der vaste Gronden in het Catholyk gelove, wegens het Heylig Sacrament des Autaars, door J. Zeelander. Leiden 1747.
- De Kerk in Nederland beschouwd en tot Bekeering vermaand. Leiden 1748 (3. Druck).
- Vraagstukken met derzelver Antwoorden tegen de leer der Papisten, tot bevestiging der Gereformeerde Nederl. Jeugd, gerigt naar Gods zuyver woordt, door een beroemd doctor in beyde de Regten. Leiden 1746.
- De leere der waarheid die naar de Godzaligheit is, in de hoop des eeuwigen levens, bij wijze van vraagen en Antwoorden ten dienste der Nederl. jeugd beschreven en aan derzelver edelste telg, de jonge Princes van Oranje en Nassau opgedragen. 1748, 1749, 1755, 1763.
- De eerste beginselen van dit werk afgescheiden. Leiden 1756, 1769.
- De Mensch en Christus, zooals hij al en niet bestaat, na den eisch van den redelijken en Evangelischen Godsdienst. Leiden 1749, 1750.
- Het volk van Nederlandt niet alleen wegens de steeds in het oog loopende ontheiliging van des Heeren Heyligen Dag, maar ook wegens de meer of min by elken mensch onder hande en onopgemerkte overtreding van alle de geboden des Heeren onderzogt en tot bekeering vermaant. Leiden 1749.
- Aanmerkingen op het werkje van Do. Gerh Kuijpers uytgegeven met dit opschrift: Getrouw verhaal en Apologie of verdediging der zaaken voorgevallen te Nieuwkerk op de Veluwe. Amsterdam 1750, 1751.
- Verantwoording van den schrijver wegens de Aanmerkingen van het werkje van Do. Ger. Kuijpers, dat te Amst. by Wor is gedrukt, tegen een geschrift dat te Rotterd. by van Pelt is uitgekomen, onder den tytel: de Eere Gots enz. Amsterdam 1751.
- Brief aan de schrijver van het Boekje, te Gorinchem gedrukt by Teunis Hornier, genaamd vrijmoedige en ernstige verdediging enz., waar agter een Naschrift wegens een boekje te Rotterd. gedrukt by van Pelt, genaamt Medicinaal Recept enz., beyde geplaatst agter twee andere brieven, de eerste aan Do. Ph. de Roy, over zijne twee uytgegevene Geschriften, en de tweede aan Do. Ger. Kuypers, over zijn brief aan de leeraren onzer Kerke. Amsterdam 1751.
- Antwoord aan Do Ger. Kuypers, op deszelfs brief geschreven aan de prof., de 2de druk vermeerderd met een Aanhangsel. Amsterdam 1751.
- Tweede Brief op den tweede Brief van Do. Ger. Kuijpers, met een Aanhangsel. Leiden und Amsterdam 1751.
- Derde Brief aan Do Ger. Kuijpers, wegens deszelfs twee Historische Verhandelingen, door hem, onder den naam van Oud en Nieuw uytgegeven. Leiden und Amsterdam 1751.
- Vierde Brief op den derden Brief van Do. Ger. Kuijpers aan den Professor. Leiden und Amsterdam 1751.
- Lijkreden over Zijne Doorl. Hoogh. den Heere W.C.H. Friso, Prince van Oranje en Nassauw, Erf-Stadhouder enz. enz., uytgesprooken den 27 Oct. 1751, over 2 Chron. XXXV vs. 24, 25. Leiden 1751.
- Brief aan een zijner vrienden over de zaak van Do. Ani. van der Os. Leiden 1752.
- Aanmerkingen op het werkje van den ongenoemden aanspreeker, wiens aanspraak aan Do. Ant. van der Os te Amsterdam, Leiden 1753.
- Het geloof den vaderen, ten spoore der kinderen, uyt Paulus brief, het XI hoofdstuk aan de Hebreën, en naar het beloop van dat hoofdstuk en de overeenstemming der andere Heylige Boeken verklaart, die daar ook omstandig handelt van het wangevoelen, dat den doorgeleerden Simon Patrick, over den aard des waren Saligmakenden Geloofs voorgestelt en aangeprezen heeft, in zijn werkje genaamt Geschiedenis van den Reysiger naar het Hemelsche Jeruzalem. Leiden 1753.
- Vertoog van J. v. d. H. gelijk tegen anderen, zoo ook en wel voornamentlijk tegen den ongenoemden Beschermer der Aansprake des ongenoemden Aansprekers, wiens werkje tegen Do. Ant. van der Os. Leiden 1753.